# ノッパカーオ・デーチャーパッタナクン
ノッパカーオ・デーチャーパッタナクン（タイ語: นพเก้า เดชาพัฒนคุณ、英語: Noppakao Dechaphatthanakun、1994年9月9日 - ）は、ガウまたはカオ（タイ語: เก้า、英語: Kao）の愛称で知られるタイの俳優、モデル、歌手。『Until We Meet Again〜運命の赤い糸〜』（2019）や『Lovely Writer The Series』（2021）に出演したことで知られる。

## 生い立ち
1994年9月9日にタイのパヤオで生まれた。ランシット大学のコミュニケーションアーツ学部を専攻し学士号を取得した。

## キャリア

### 演技
2014年、映画『Summer to Winter』に出演。2018年に『2Moons The Series』のオーディションを通じてエンターテインメント業界に参入したがオーディションには合格しなかった。同年、チャンネル3で放映された『Sapai Ka Fak (สะใภ้กาฝาก)』にAthida役で出演。翌年の2019年、『Until We Meet Again〜運命の赤い糸〜』でメインキャストの1人に抜擢され、正式に俳優としてデビューした 。
2021年に、チャンネル3による新しいBLシリーズ『Lovely Writer The Series』にて初主演を務めた。10月24日には日本初のオンラインファンミーティング「Kao Noppakao 1st JAPAN ONLINE FANMEETING 2021」が開催され、東京・大手町三井ホールでは配信ライブ上映会場が設置された。
2021年12月、チャンネル3と契約を結んだことが報じられた。
2022年3月30日には、2021年に実施された日本向けオンラインファンミーティングの様子を収めた「Kao Noppakao 1st JAPAN ONLINE FANMEETING」DVDが発売された。

### 音楽活動
2020年、GMMグラミーによる「BOYFRIEND」という特別プロジェクトに参加。2020年10月6日、にはサポーン・アッサワマンコーン（グレート）とのファーストシングル『คิดได้ (Too Little, Too Late)』をリリースした。

## フィルモグラフィー

### 映画
| 年   | タイトル         | 役割 | 備考 |
| ---- | ---------------- | ---- | ---- |
| 2014 | Summer to Winter | -    | 脇役 |

### テレビドラマ・シリーズ
| 年   | タイトル                            | 役割           | 備考           | チャンネル |
| ---- | ----------------------------------- | -------------- | -------------- | ---------- |
| 2018 | Sapai Ka Fak (สะใภ้กาฝาก)            | アティダ       | 脇役           | チャネル3  |
| 2019 | Until We Meet Again〜運命の赤い糸〜 | コーン         | メインキャスト | LINE TV    |
| 2021 | Lovely Writer The Series            | ナブシブ／シブ | 主役           | チャネル3  |
| 2021 | Duang Jai Dhevaphrom (ดวงใจในมนตรา) |                | 主役           | チャネル3  |

## ディスコグラフィー
| 年   | タイトル                    | 備考        |
| ---- | --------------------------- | ----------- |
| 2020 | คิดได้ (Too Little, Too Late) | GREAT x KAO |